# Ботанічний сад Льєжа

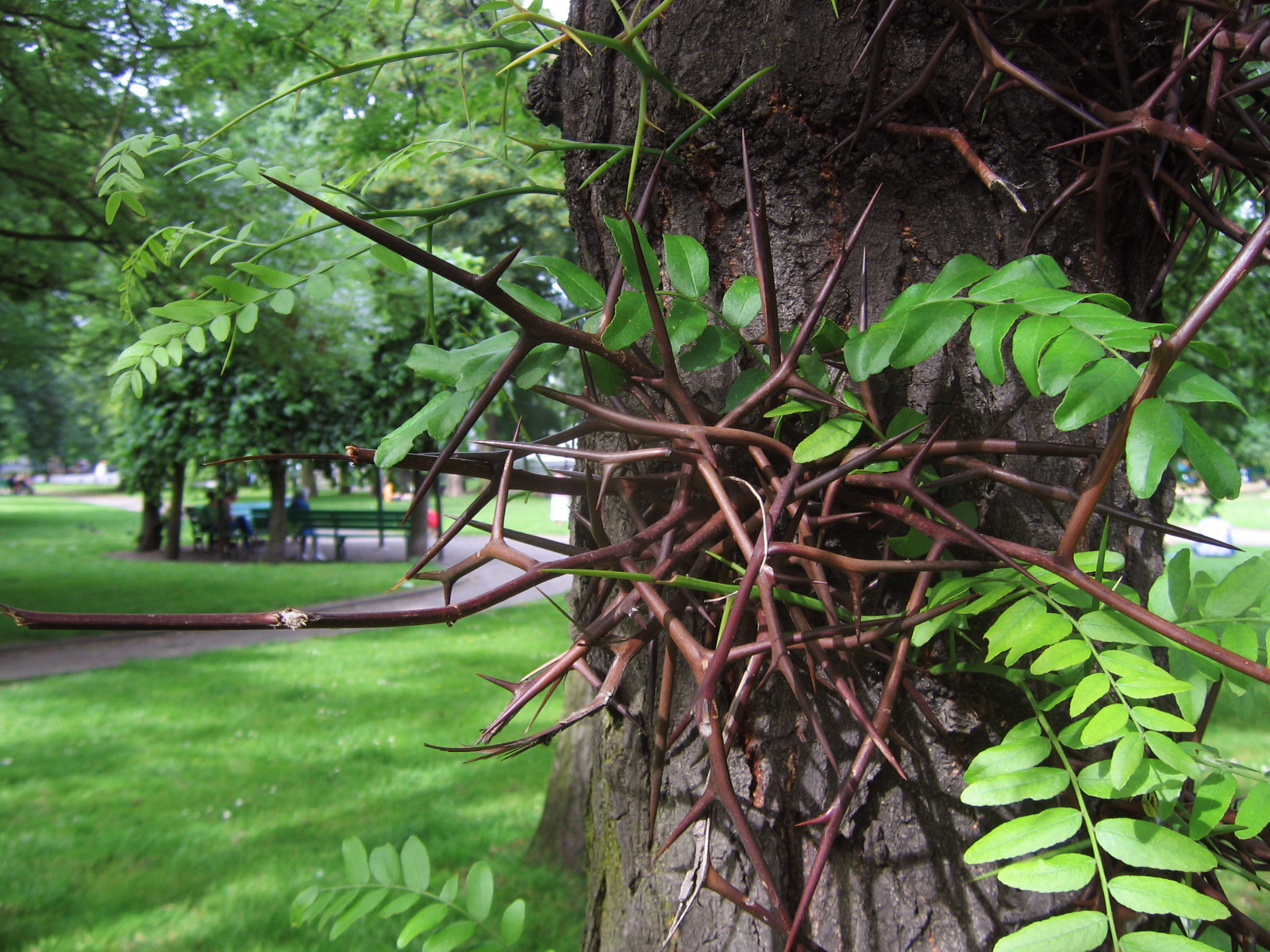
Гледичія колюча

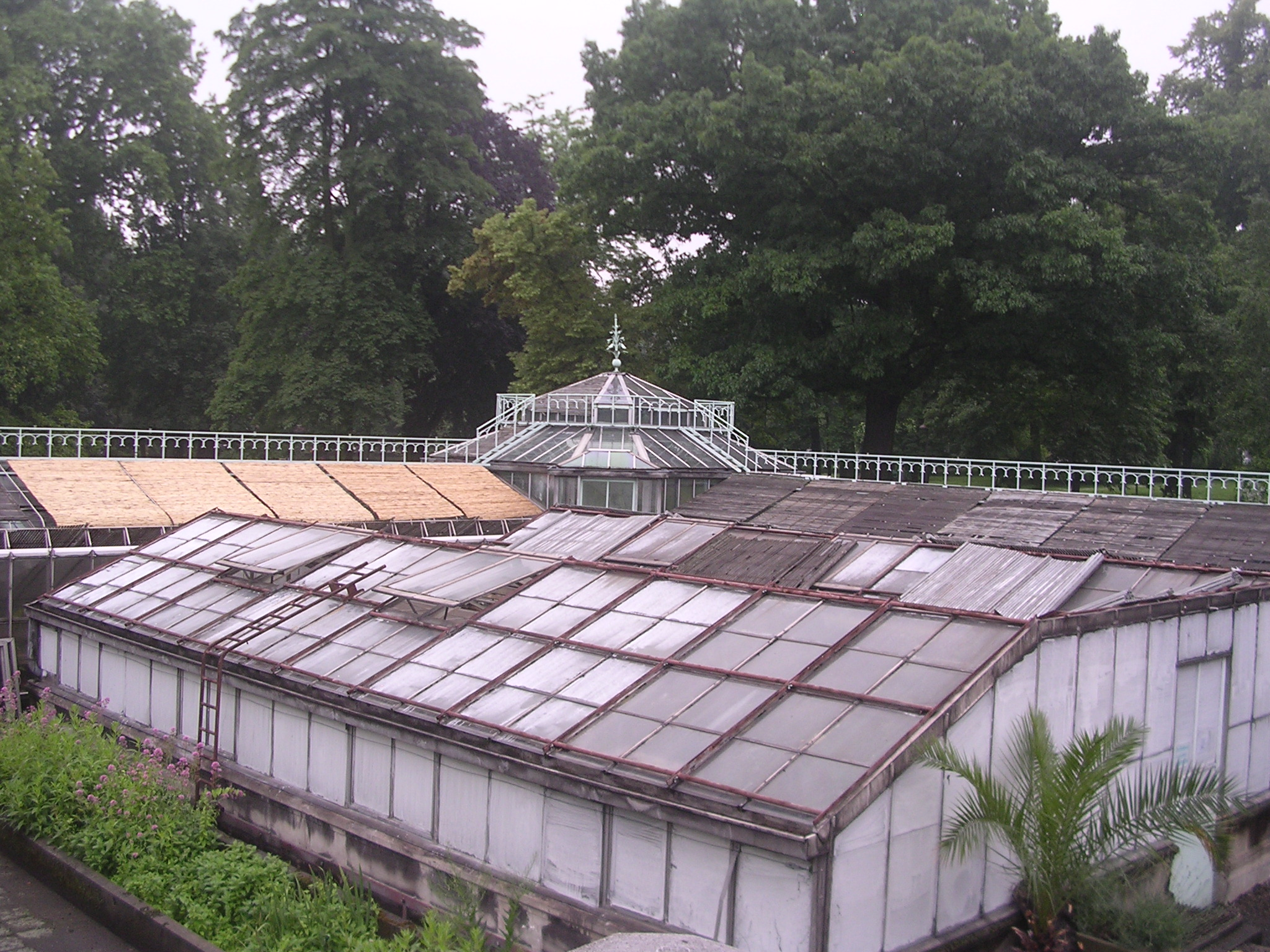
Оранжерея

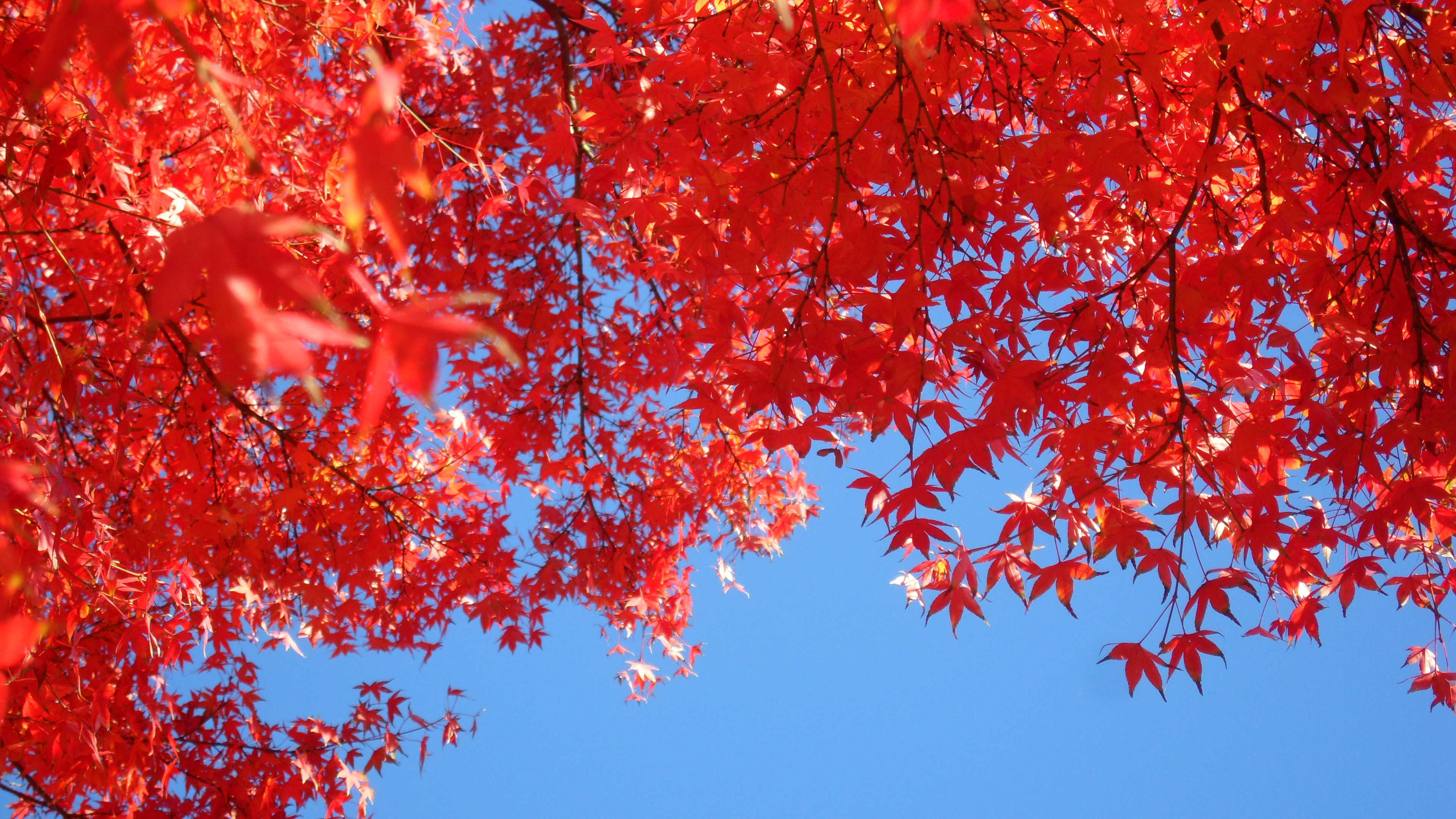
Acer palmatum

 Ботанічний сад Льєжа (фр. Jardin botanique de Liège) — ботанічний сад у місті Льєж (Валлонія, Бельгія). Розташований недалеко від центру міста. Має рідкісні види дерев з усіх континентів.

## Історія
Заснований у 1819 році, через два роки після Льєзького університету. Ботанічний сад був спочатку розташований біля річки Маас, у тому місці, де зараз площа Кокеріл.
У 1838 році професор Шарль Моррен, ректор університету і директор ботанічного саду, вирішив перемістити сад на нове місце. Реалізація планів була доручена Жюльєну Етьєну Рено, архітектору міста. Останній часто бував у Великій Британії, тому зробив сад у англійському пейзажному стилі. Вікторіанські оранжереї були завершені у 1841 році. У 1848 році сад отримав ковані залізні ворота.
У 1884 році були побудовані вісім нових оранжерей у нео-класичному стилі для двох інститутів університету Льєжа: Інституту ботаніки та Інституту фармації.
24 грудня 1944 теплиці були сильно пошкоджені в результаті вибуху німецької авіабомби. У той час як більша частина колекції була врятована, деякі негабаритні рослини загинули внаслідок низьких температур.
У 1970-ті роки, більша частина факультетів університету і ботанічний сад переміщується у Сарт-Тилман. Старий сад переходить у власність міста і стає громадським парком.

## Колекція
Колекція ботанічного саду налічує близько 400 дерев і чагарників 170 родин. Деякім з них більше 150 років. Найцікавіші екземпляри: платани Platanus ×acerifoli, секвоядендрон, гінкго дволопатеве, гледичія колюча, а також Zelkova serrata, Diospyros lotus, Gleditsia sinensis.